# Свято-Дмитріївська церква (Одеса)
Св.-Дмитріївська церква (рос. Храм святителя Димитрия Ростовского) — православний храм, що знаходиться на Новому християнському кладовищі в Одесі. Розташований за адресою: Люстдорфська дорога 6.

## Історія

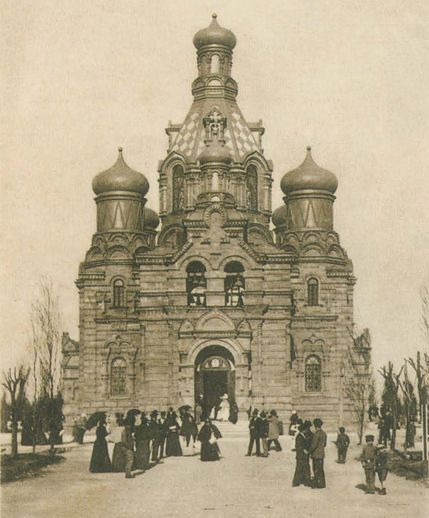
Церква Св. Дмитра Ростовського, фото зроблене до 1917 року

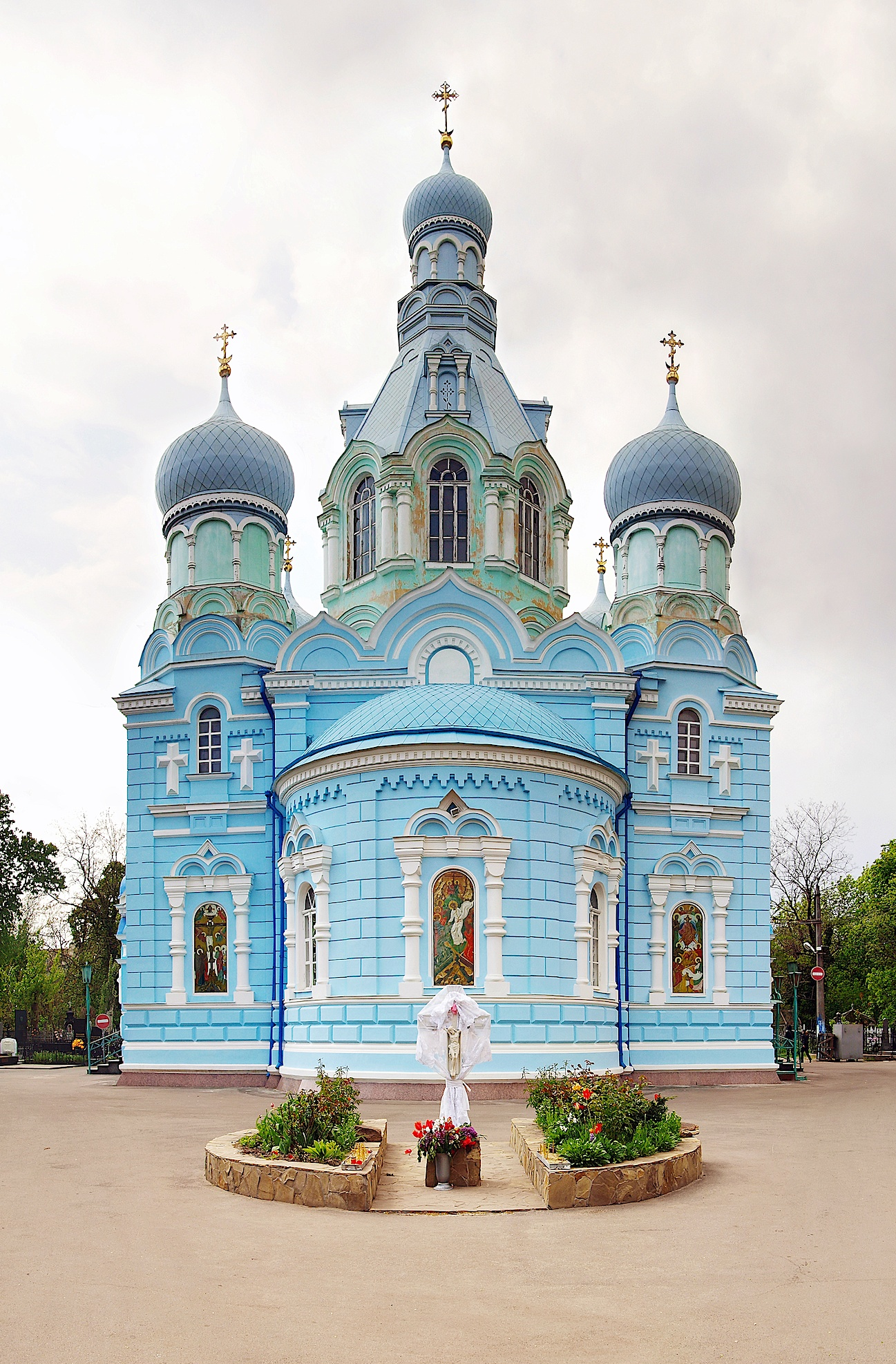
Церква зі сторони Люстдорфської дороги

Для увіковічнення пам'яті Високопреосвященного Дмитра, архієпископа Херсонського і Одеського Міська Дума 20 лютого 1884 р. постановила: спорудити на міські кошти церкву на Новому кладовищі в ім'я Святого Дмитра, митрополита Ростовського, день якого православна церква святкує 21 вересня. Цією ж постановою були виділені на спорудження церкви 25 000 рублів.
У червні 1885 р. комісія зі спорудження храму підписала контракт із підрядниками — інженерами Плановским і Гайновським на побудову храму за проектом архітектора Георгія Мелетійовича Дмитренка. Закладка храму та освячення проводилось 14 липня 1885 в присутності преосвященного Никанора, єпископа Херсонського і Одеського. У фундамент був покладений «краеугольний» камінь, а преосвященний Никанор зробив по ньому перший удар сокирою з ручкою чорного дерева.
Будівля церкви, виконана в російському ярославському стилі, мала багато цікавих архітектурних рішень. Будівництво її йшло швидко і безупинно, і вже 11 червня 1887 комісія з будівництва прийняла закінчену споруду. Залишалося виконати роботи з установки іконостасу, влаштуванню мармурової підлоги, золоченню хрестів, на що міська дума виділила додаткові кошти. Загалом, витрати міста на побудову храму з внутрішньою обробкою, іконостасом, живописом і всієї церковним начинням склали 45 000 руб. До літа 1888 споруда була в цілому закінчена. Храм велично височів над нещодавно відкритим, в 1885 році, ще майже порожнім, Новим кладовищем. Припускалося освятити храм 12 вересня(30 серпня), у день перенесення мощей Святого Олександра Невського, проте остаточна доробка оздоблення храму зажадала ще деякого часу. Громадяни Одеси ніколи не були байдужими в справі благодійності при споруді міських церков. Відомо безліч випадків грошових і речових пожертвувань на богоугодні справи. Так, «що проживає в Одесі відставний рядовий Микола Євсєєв, відчуваючи наближення смерті і не маючи ні рідних, ні знайомих, пожертвував наявні у нього 300 рублів, здобуті важкою багаторічною працею, на прикрасу храму в пам'ять Святого Дмитра». Напередодні свята дня святителя Дмитра, митрополита Ростовського, 1 жовтня (30 вересня) 1888 відбулося освячення храму, спорудженого в пам'ять покійного архієпископа Херсонського і Одеського Дмитра (Муретова). Урочисте освячення здійснював преосвященний Никанор, архієпископ Херсонський і Одеський.
У 1936 р. у храмі служили два священномученика: митрополит Одеський Анатолій (Грисюк) і архімандрит Геннадій (Ребезо). Історія храму св. Дмитра Ростовського цікава ще й тим, що він є єдиним одеським православним храмом, який ніколи не закривався, навіть у радянські часи, завдяки клопотанню академіка Володимира Філатова.